# Кафу
Маркос Евенгелиста да Мораес (порт. Marcos Evangelista de Moraes; Сао Пауло, Бразил, 7. јуна. 1970), познатији као Кафу (порт. Cafu), бивши је бразилски фудбалер. Има највише наступа за бразилску репрезентацију, а остао је познат по својим непрестаним и неуморним утрчавањима по десном боку.

## Каријера
Своју играчку каријеру започео је у Сао Паолу. Током играња у Сао Паулу тренер га је са позиције крила пребацио на позицију бека. Управо као бек је ушао у први тим Сао Паолу и 1994. је проглашен за играча године Јужне Америке. Након тога је играо једну сезону у Реал Сарагоси (1994/95), са којом је освојио куп победника купова. Након само једне сезоне у Сарагоси Кафу се сели у Палмеирас где је играо следеће две сезоне (1996. и 1997).
Највећи део своје каријере провео је у једном од највећих италијанских клубова, Роми, где је играо у периоду 1997-2003. Године 2001. осваја титулу првака Италије са Ромом. Ту је и стекао надимак „експресни воз” због својих, њему карактеристичних продора по десном боку. Године 2003. прелази у још већи италијански клуб Милан и ту остаје до 2008. године. За то време осваја још једну титулу првака Италије 2004, а 2005. игра са Миланом финале Лиге шампиона.

## Репрезентација
За Бразил је одиграо 142 утакмице, од тога невероватних 21 на завршницама Светских првенстава. Први меч за Бразил је одиграо 12. септембра 1990, у пријатељској утакмици против Шпаније. Године 1994. на Светском првенству је био резерва, али је наступио на финалном мечу против Италије јер се Жоржињо повредио. Од тог тренутка Кафу је постао прва опција на позицији десног бека. Бразил је након тога освојио Копа Америку 1997. и 1999, а 1998. је стигао до финала Светског првенства у Француској.
На Светском првенству 2002, Кафу је као капитен Бразила имао част да подигне трофеј освајача првенства. Кафу је такође био у тиму Бразила на Светском првенству 2006. у Немачкој, где је Бразил елиминисан у четвртфиналу од Француске. Након тога изјавио је да ће покушати да конкурише и за састав Бразила 2010. године на Светском првенству, међутим од тога није било ништа јер је Кафу 2008. године престао да се активно бави фудбалом.